# Каваёкэ, Таики
Таики Каваёкэ (яп. 川除大輝; род. 21 февраля 2001 года, город Тояма, Япония) — японский спортсмен-паралимпиец, соревнующийся в лыжных гонках. Чемпион зимних Паралимпийских игр 2022 года в Пекине.

## Биография
Принял участие на зимних Паралимпийских играх 2018 в Пхёнчхане, где самым большим его достижением было четвёртое место в составе команды в смешанной эстафете 4x2,5 км.
На зимних Паралимпийских играх 2022 в Пекине 7 марта Таики Каваёкэ с результатом 52:52.8 завоевал золотую медаль в лыжных гонках на дистанции 20 км среди спортсменов, соревнующихся стоя. Второе и третье место заняли спортсмены из Китая Цай Цзяюнь и Цю Минъян.